# Nordirlands jordbruks- och landsbygdsutvecklingsdepartement
Nordirlands jordbruks- och landsbygdsutvecklingsdepartement (iriska: An Roinn Talmhaíochta agus Forbartha Tuaithe; Ulsterskotska: Männystrie o Fairms an Kintra Fordèrin) är Nordirlands jordbruks- och landsbygdsutvecklingsdepartement. Det leds av Nordirlands jordbruks- och landsbygdsutvecklingsminister. På engelska kallas det "Department of Agriculture and Rural Development" (DARD).
Man ansvarar bland annat för jordbruks- och livsmedelsfrågor, samt landsbygdsutvecklingen.

### Fotnoter
1. ↑  Depairtment o Agricultur an Laundart Oncum används också av North-South Ministerial Council.